# HMAS Albatross (1928)
«Альбатрос» (англ. HMAS Albatross, пізніше HMS Albatross) — військовий корабель, гідроавіаносець Королівського австралійського військово-морського флоту. 1938 році переданий Королівському військово-морському флоту Великої Британії, у складі якого брав активну участь у Другій світовій війні в ролі ремонтного судна флоту.

## Історія створення
«Альбатрос» був закладений 16 квітня 1926 року на верфі компанії Cockatoo Docks and Engineering Company у Сіднеї. 23 лютого 1928 року корабель був спущений на воду, а 23 січня 1929 року увійшов до складу Королівського флоту Австралії.

## Історія служби

### У складі ВМС Австралії
Відразу після вступу до строю корабель мав технічні негаразди, пов'язані з гідролітаками, що призначалися для його озброєння. Літак-амфібія Fairey IIID, яким розраховували оснастити гідроавіаносець був знятий з експлуатації безпосередньо напередодні введення «Альбатроса» в експлуатацію, той літак Seagull, що надійшов йому на заміну, не міг запускатися катапультою з корабля, а новий літак Walrus, що спеціально розроблявся під «Альбатрос», був прийнятий на озброєння вже після того як «Альбатрос» у 1933 році перестав виконувати завдання за призначенням.

### У складі ВМС Великої Британії
Після п'яти років перебування в резерві «Альбатрос» був переданий британському Королівському флоту, щоб компенсувати придбання Австралією легкого крейсера «Гобарт». Хоча британці мало використовували гідроавіаносець до початку світової війни та в перші місяці, однак, після того, як два авіаносці були потоплені німцями на початку Другої світової війни, його почали експлуатувати більш інтенсивно. Спочатку «Альбатрос» базувався у Фрітауні, Сьєрра-Леоне, та виконував завдання з патрулювання та супроводження конвоїв у південній частині Атлантики, а у середині 1942 року корабель перевели в Індійський океан.
З кінця 1943 і до початку 1944 р. судно було перетворено на «десантний корабель (інженерно-технічний)» (англ. Landing Ship (Engineering) для підтримки висадки в Нормандії і він використовувався для ремонту десантних та інших допоміжних суден біля плацдармів «Сорд» та «Джуно». У жовтні «Альбатрос» був торпедований, але вцілів, і його відбуксирували до Англії на ремонт. На початку 1945 року після завершення ремонту «Альбатрос» продовжив службу як судно-депо тральщиків, але після закінчення війни його вивели з експлуатації.
В серпні 1946 року «Альбатрос» був проданий на цивільну службу, а у 1948 році після зміни кількох власників був перейменований в «Еллінський принц» і перетворений на пасажирський лайнер. Судно було зафрахтоване Міжнародною організацією у справах біженців для перевезення біженців з Європи до Австралії. Під час повстання мау-мау в 1953 році «Еллінський принц» нетривалий термін використовувався як транспортний корабель, але через рік був списаний на брухт.